# VROM-IOD
De VROM-IOD (IOD staat voor "Inlichtingen en Opsporingsdienst") was de bijzondere opsporingsdienst van het Ministerie van VROM in Nederland en maakte deel uit van de VROM-inspectie en was ingesteld in 2007. Deze dienst hield zich bezig met de grotere en complexere opsporingsonderzoeken op het gebied van wonen, ruimte en milieu. Daarbij werd vaak samengewerkt met de FIOD, de Sociale Inlichtingen- en Opsporingsdienst (SIOD), de Algemene Inspectiedienst (AID), de Rijksrecherche en de reguliere politie. De dienst voerde haar opsporingswerkzaamheden uit onder het gezag van het Functioneel Parket van het Openbaar Ministerie. Het VROM-IOD gaat sinds de samenvoeging van de VROM-inspectie en de Inspectie Verkeer en Waterstaat onder de naam Inspectie Leefomgeving en Transport en verder als ILT-IOD en valt onder het domein "Afval, Industrie en Bedrijven".

## Vestigingen
De VROM-IOD had drie regioteams: in Eindhoven, Utrecht en Zwolle. Zij leverden een belangrijke bijdrage aan de versterking van de handhaving door de opsporing een geïntegreerde plaats in de VROM-Inspectie te geven. In Utrecht waren tevens de directie, staf en ondersteunende diensten gehuisvest.